# SHOOT BOXING 2019 act.4
SHOOT BOXING 2019 act.4（シュートボクシング2019アクト4）は、シュートボクシングの大会の一つ。2019年9月28日、東京都文京区後楽で開催される。

## 大会概要
完全復活した海人と5年ぶりにSBに参戦するRISE現役王者のイ・ソンヒョンが対戦。
SB日本スーパーフェザー級タイトルマッチとしてSB日本スーパーフェザー級王者　深田一樹に笠原弘希がSB日本フェザー級王座を返上し階級をあげて挑戦。
結果は判定３−０で海人の勝利。笠原弘希は２RKOで勝利しSB日本フェザー級に続き、SB日本スーパーフェザー級王者となり、２階級制覇。

## 試合結果
オープニングマッチ　　SB日本ヘビー級　エキスパートクラス特別ルール　3分3R延長無制限R
◯  日本 三上大智 vs.  日本 内田ノボル ×
1R 1分03秒 終了 TKO（３ノックダウン）
第１試合 63.0kg契約 エキスパートクラス特別ルール　3分3R延長無制限R
◯  日本 未奈 vs.  韓国 シン・ミンヒ ×
3R 終了 判定3-0（30-29、30-28、30-29）
第2試合 48.5kg契約 エキスパートクラス特別ルール　3分3R延長無制限R
◯  日本 女神 vs.  韓国 イム・へヒャン ×
2R 終了後　 TKO（ドクターストップ）
第3試合 CAESARS LEAGUE 2019&ランキング戦　SB日本フェザー級（57.5kg） エキスパートクラス特別ルール　3分3R延長無制限R
◯  日本 魁斗 vs.  日本 手塚翔太 ×
3R 終了 判定3-0（30-27、30-28、29-28）
第4試合　５３.０kg契約　 エキスパートクラス特別ルール　3分3R延長無制限R
◯  日本 伏見和之 vs.  日本 宮坂桂介 ×
3R 終了 判定3-0（30-28、30-28、30-28）
第5試合 SB日本スーパーウェルター級（70.0kg） エキスパートクラス特別ルール　3分3R延長無制限R　
◯  日本 西川大和 vs.  日本 坂本優起 ×
３R 終了 判定2-0 （29-28,30-29,29-29）
第6試合 SB日本フェザー級（57.5kg） エキスパートクラス特別ルール　3分3R延長無制限R
◯  日本 笠原友希 vs.  タイ ポンチャン・ブレイブジム ×
3R 終了 判定3-0（30-27,29-28,30-28）
第7試合 　64.0kg契約 エキスパートクラス特別ルール　3分3R延長無制限R
◯  日本 村田聖明 vs.  日本 山口裕人 ×
3R 再延長　　　再延長R判定3－0　（10－9,10－9,10－9)  ※本戦は三者とも29－29 ※延長Rは9ー10、10ー9、10ー10
第8試合 S　64.0kg契約 エキスパートクラス特別ルール　3分3R延長無制限R
◯  日本 西岡蓮太 vs.  日本 マサ佐藤 ×
3R 終了 判定2－0　（30－29,30－28,29－29）
第9試合 SHOOT BOXING vs REBELS 対抗戦 副将戦　55.5kg契約 エキスパートクラス特別ルール　3分3R延長無制限R　※ヒジ打ちあり
◯  日本 笠原弘希 vs.  日本 深田一樹 ×
２R 1分42秒　TKO　（3ノックダウン）
第10試合 69.0kg契約 エキスパートクラスルール　3分5R延長無制限R ※ヒジなし
◯  日本 海人 vs.  韓国 イ・ソンヒョン ×
5R 終了 判定3-0（49-４８,49-４８,49-４８）